# Командование дальней авиации

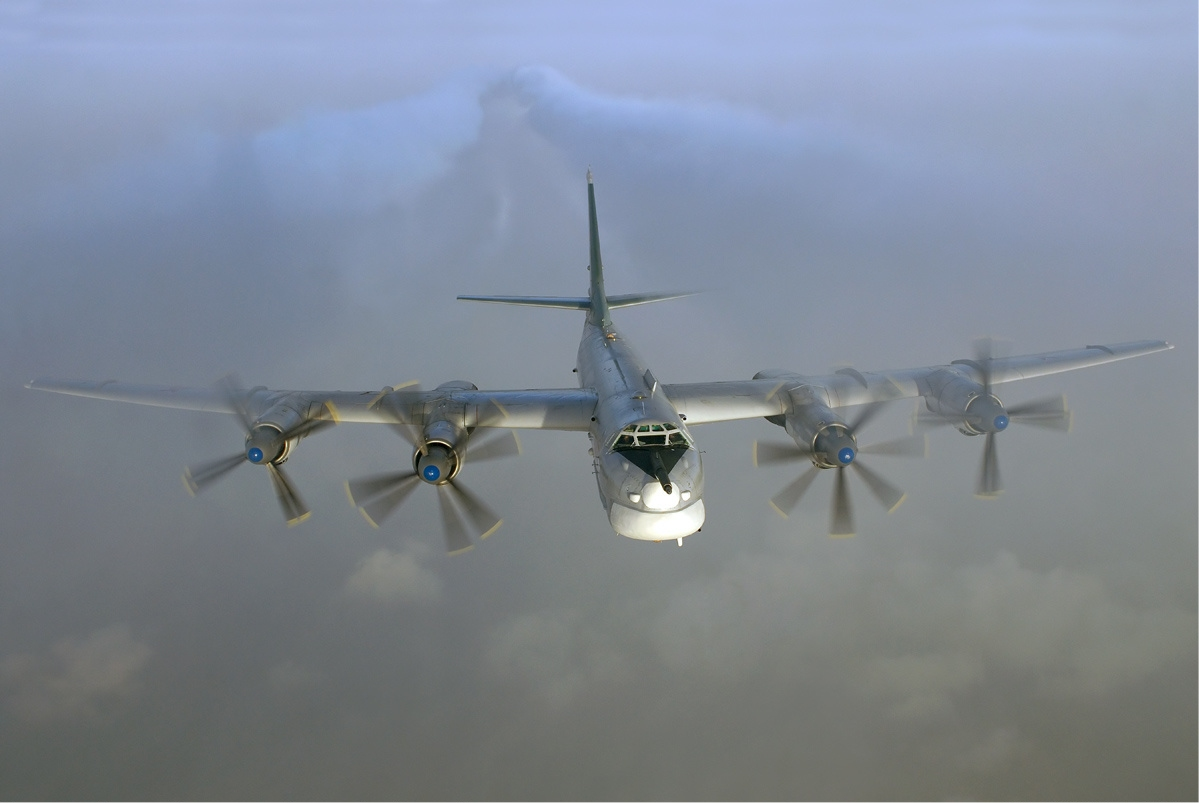
Ту-95МС ВВС России, 2011 год.

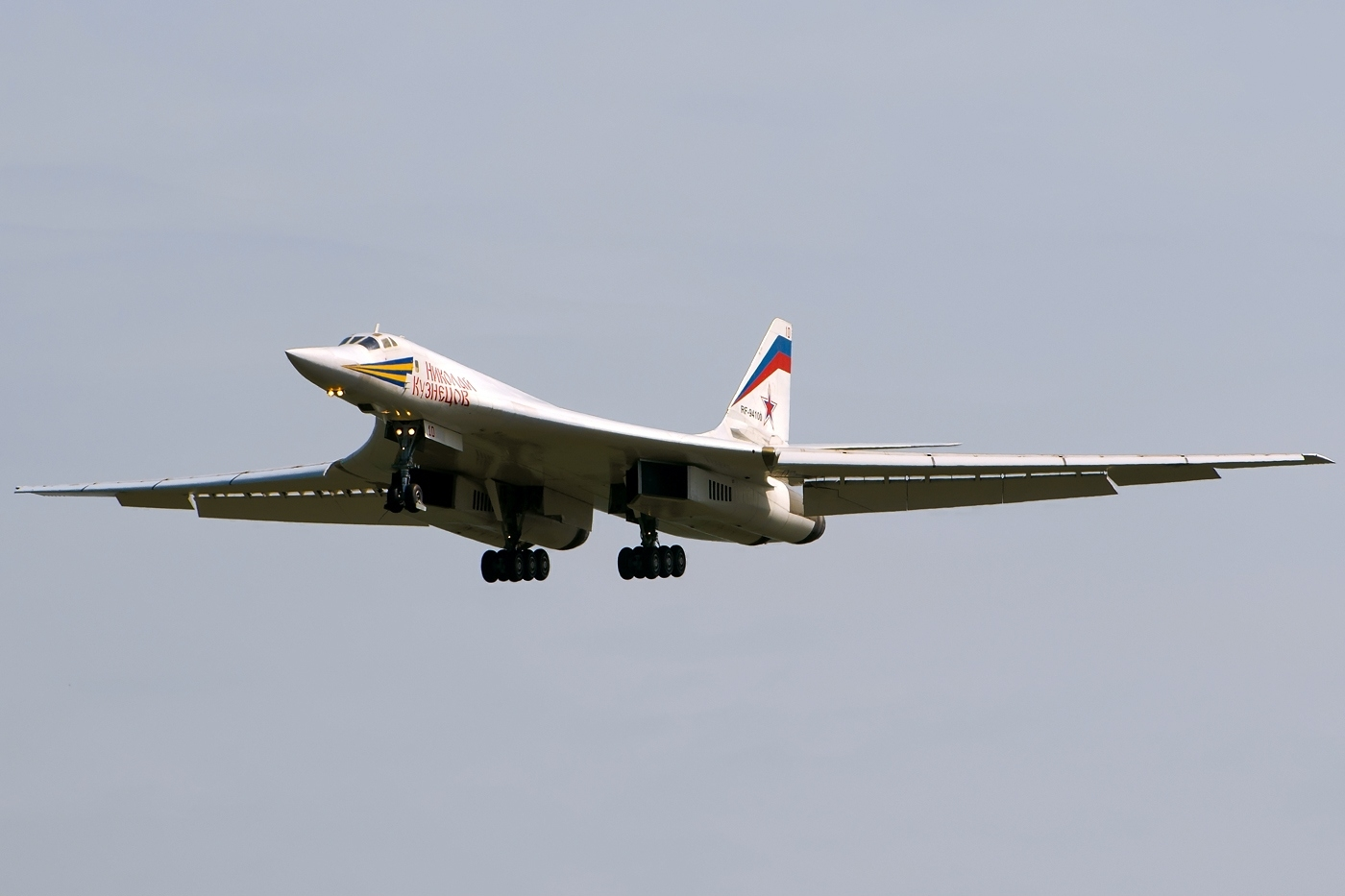
Ту-160, 2011 год.

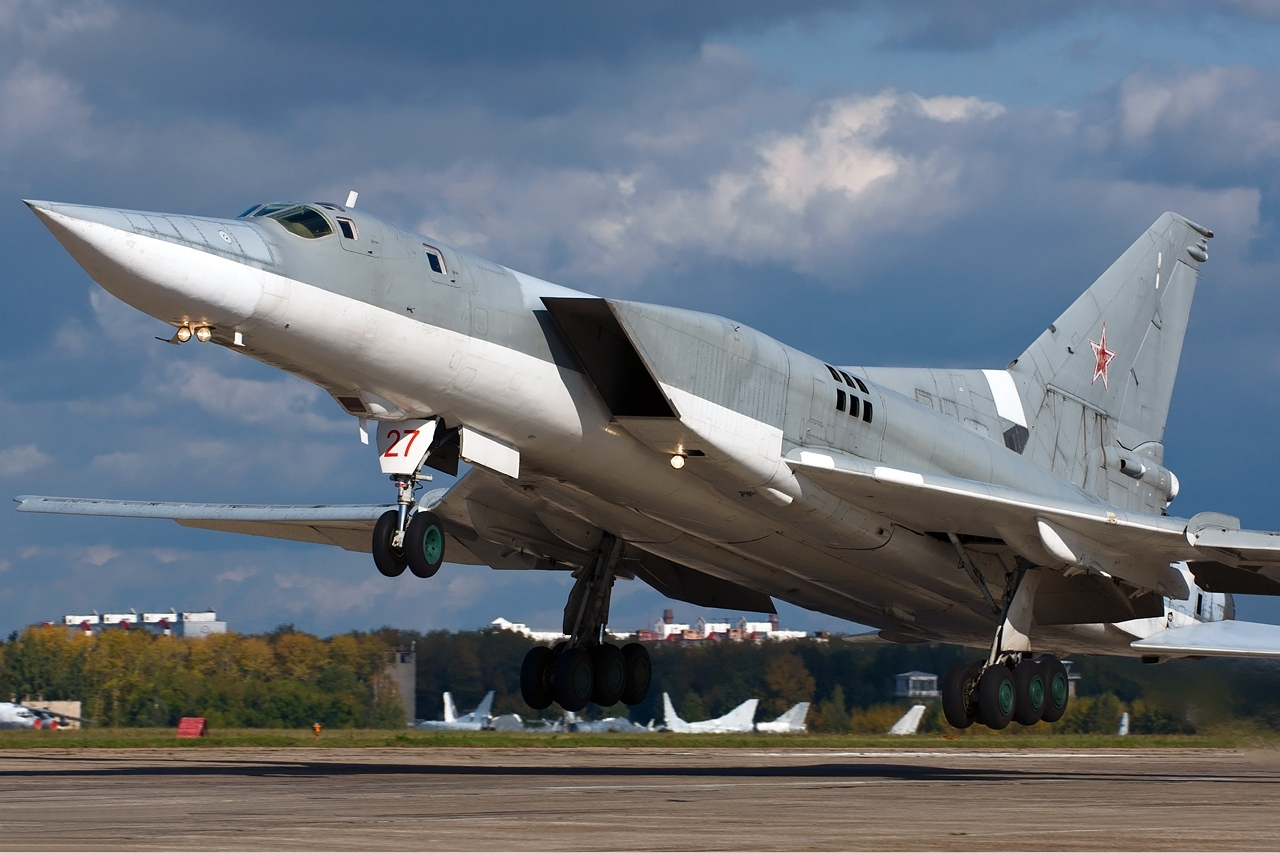
Ту-22М3, 2011 год.

Командование Дальней авиации, также Дальняя авиация ВКС России — орган управления объединением (Дальняя авиация ВКС России) Военно-воздушных сил ВС России, в подчинении главнокомандующего ВКС ВС России.
Командование с ДА ВКС является стратегической авиацией — компонентом стратегических ядерных сил России.

## История
Датой создания Дальней авиации считается 10 (23) декабря 1914 года, когда Всероссийский император Николай II утвердил решение о создании эскадры воздушных кораблей «Илья Муромец». Начальником эскадры был назначен Михаил Владимирович Шидловский (бывший морской офицер, председатель совета акционеров Русско-Балтийского вагонного завода, на котором строились воздушные корабли «Илья Муромец»).
К апрелю 1917 года в эскадру входило четыре боевых отряда, около 20 бомбардировщиков. В сентябре 1917 года германские войска подошли к Виннице, где в тот период дислоцировалась эскадра воздушных кораблей, поэтому самолёты сожгли, чтобы они не достались врагу.
Декретом Совета Народных Комиссаров, от 22 марта 1918 года, предписывалось сформировать Северную группу воздушных кораблей «Илья Муромец» в составе трёх боевых единиц. Так началось возрождение Дальней авиации в ВС РСФСР.
В 1933 году впервые в мире были сформированы тяжёлые бомбардировочные авиационные корпуса, которые получили на вооружение бомбардировщик ТБ-3. В январе 1936 года, впервые в мире была сформирована Авиационная армия — первая авиационная армия резерва ВГК (армия особого назначения — АОН). В этом же году в воздушные силы ВС Союза ССР стали поступать двухмоторные дальние бомбардировщики ДБ-3 (после модернизации — ДБ-ЗФ (Ил-4)). В 1936—1938 годах были созданы три воздушные армии особого назначения, которые были подчинены непосредственно Наркому обороны Союза ССР.
В 1940 году была создана Дальнебомбардировочная авиация Главного Командования Красной Армии (ДБА ГК), а управления армий особого назначения расформированы. К середине 1941 года ДБА ГК включала пять авиакорпусов, три отдельных авиадивизии и один отдельный авиаполк: в общей сложности примерно 1500 самолётов (13,5 % от общего самолётного парка ВВС Красной Армии) и почти 1 000 боеготовых экипажей. Постановлением ГКО, от 5 марта 1942 года, Дальнебомбардировочная авиация была преобразована в Авиацию дальнего действия (АДД) с непосредственным подчинением Ставке Верховного Главнокомандования. Командующим АДД был назначен генерал Александр Голованов.
На базе 18-й воздушной армии постановлением Совета Министров СССР от 3 апреля 1946 года создаётся Дальняя авиация Вооружённых Сил СССР. В состав Дальней авиации вошли воздушные армии с управлениями в Смоленске, Виннице и Хабаровске:
- 1-я воздушная армия дальней авиации. Сформирована 9 апреля 1946 года на базе соединений 3-й воздушной армии со штабом в Смоленске. 20 февраля 1949 года на основании директивы Генерального штаба ВС СССР переименована в 50-ю воздушную армию Дальней авиации[4]. В связи с сокращениями ВВС 1 июля 1960 года переформирована в 50-ю ракетную армию, а авиационные части сведены во 6-й отдельный тяжёлый бомбардировочный авиационный корпус.
- 2-я воздушная армия дальней авиации. Сформирована 9 апреля 1946 года на базе соединений 8-й воздушной армии и частей ВВС Киевского военного округа со штабом в Виннице. 20 февраля 1949 года на основании директивы Генерального штаба ВС СССР переименована в 43-ю воздушную армию Дальней авиации. В связи с сокращениями ВВС 1 июля 1960 года переформирована в 43-ю ракетную армию, а авиационные части сведены во 2-й отдельный тяжёлый бомбардировочный авиационный корпус.
- 3-я воздушная армия дальней авиации. Сформирована 9 апреля 1946 года на базе соединений 7-й воздушной армии со штабом в Московской области (1945—1946 гг.), с 1946 г. — в Хабаровске. 20 февраля 1949 года на основании директивы Генерального штаба Советской Армии переименована в 65-ю воздушную армию Дальней авиации. В связи с сокращениями ВВС в середине 1953 года расформирована.
- 5-я воздушная армия дальней авиации. Сформирована в 1957 году на базе частей и соединений 84-го тяжёлого бомбардировочного авиационного корпуса со штабом в Благовещенске. В связи с сокращениями ВВС 1 июля 1960 года переформирована в 8-й тяжёлый бомбардировочный авиационный корпус.

Поступивший на вооружение в 1948 г. бомбардировщик Ту-4 стал первым советским носителем ядерного оружия. По решению Совета Министров СССР от 29 августа 1951 года № 3200-1513 Военное Министерство СССР приступило к формированию части, вооружённой атомными бомбами, с условным наименованием «Учебно-тренировочная часть № 8» в составе 22 боевых самолётов-носителей Ту-4. Она была дислоцирована на аэродроме Болбасово. Командиром полка был назначен полковник В. А. Трёхин. В 1954 г. на базе этой части создали первый авиационный полк самолётов-носителей ядерного оружия — 402-й тбап во главе с полковником Н. И. Парыгиным, а немного позднее и вторую такую часть — 291-й тбап полковника Н. М. Калинина. Оба авиаполка вошли в так называемую «специальную» авиадивизию — 160-ю тбад полковника В. А. Трёхина, подчинявшуюся напрямую заместителю Главнокомандующего ВВС — начальнику 6-го управления ВВС генерал-лейтенанту авиации Н. И. Сажину.
В 1954 году на вооружение Дальней авиации поступил первый советский реактивный дальний бомбардировщик Ту-16. По состоянию на 1 января 1955 г. в Дальней авиации имелось 30 тяжёлых бомбардировочных полков, входивших в состав:
- двух тбад на бомбардировщиках Ту-16 (54 самолёта при штате 130 самолётов);
- десяти тбад на Ту-4 (63-94 самолёта в дивизии, укомплектованы на 100 %).

Одна дивизия на Ту-16 (43 самолёта) и одна дивизия на Ту-4 (63 самолёта) считались специальными (то есть соединениями самолётов-носителей ядерного оружия) и прошли соответствующую подготовку.
Помимо бомбардировщиков в состав Дальней авиации входили:
- пять авиационных полков дальних разведчиков на самолётах Ту-4 (по 18 машин при штате 22 Ту-4);
- семь истребительных авиаполков МиГ-15бис в составе двух истребительных авиадивизий (по 76 машин при штате 116 самолётов) и одного отдельного истребительного авиаполка (33 МиГ-15бис при штате 36 самолётов);
- транспортная авиадивизия (35 Ли-2)[5].

По состоянию на 1 января 1958 года в Дальней авиации имелись на вооружении 1120 реактивных бомбардировщиков Ту-16 и 778 поршневых бомбардировщиков Ту-4.
С 1958 года в составе Дальней авиации начали формироваться так называемые «инженерные» полки (первые два — на основе 362-го и 454-го тбап), которые на самом деле предназначались для эксплуатации и боевого применения первых советских стратегических ракет средней дальности Р-12 и Р-14 — таких полков к декабрю 1959 г. было создано десять. С 1959 г. в ракетные стали преобразовываться непосредственно авиационные полки; в частности, 37-й, 198-й, 229-й, 250-й, 157-й тбап. Несколько полков бомбардировщиков Ту-16 передали в состав Авиации ВМФ (12-й, 169-й, 172-й и 240-й тбап).
В 1954—1955 годах в составе Дальней авиации на самолётах Ту-4К была сформирована 116-я тяжёлая авиационная дивизия для первых отечественных самолётов-снарядов (термин «крылатая ракета» был введён приказом Министра обороны СССР взамен термина «самолёт-снаряд» в 1960 г.) КС-1 Комета.
В 1960 году в связи с созданием РВСН два управления воздушных армий Дальней авиации из трёх были переданы в состав РВСН.
В 1961 году была изменена организация Дальней авиации, основу которой составили три отдельных тяжёлых бомбардировочных корпуса:
- 2-й отдельный тяжёлый бомбардировочный авиационный корпус (Винница);
- 6-й отдельный тяжёлый бомбардировочный авиационный Краснознамённый корпус (Смоленск);
- 8-й отдельный тяжёлый бомбардировочный авиационный корпус (Благовещенск).

Для управления полками и дивизиями бывшей 43-й воздушной армии сформировали 2-й отдельный тяжёлый бомбардировочный авиакорпус Дальней авиации с дислокацией в Виннице.
В 1961 году во 2 отбак входили:
- 13 гв. тбад (Полтава) в составе 184-го (Прилуки), 185-го и 225-го тбап на самолётах Ту-16 (оба на аэродроме Полтава);
- 15 гв. тбад (Житомир) в составе 250-го тбап (Стрый), 251-го тбап (Белая Церковь) на самолётах Ту-16 и 341-го тбап (Озёрное) на самолётах Ту-22;
- 106 тбад (Узин) в составе 182-го тбап (Моздок), 409-го и 1006-го тбап (оба на аэродроме Узин) на самолётах Ту-95К и Ту-95М;
- 199 гв. одрап (Нежин) на самолётах Ту-16.

Для управления полками и дивизиями бывшей 50-й воздушной армии в 1960 г. сформировали 6-й отдельный тяжёлый бомбардировочный авиакорпус Дальней авиации с дислокацией в Смоленске.
В 1961 году в 6-й отбак входили:
- 22-я гв. Донбасская тбад (Бобруйск) в составе 121-го тбап (Мачулищи), 200-го тбап (Бобруйск) на самолётах Ту-16 и 203-го тбап (Барановичи) на самолётах Ту-22;
- 55-я Сталинградская тбад (Мигалово) в составе 45-го тбап (Мигалово), 173-го тбап (Мигалово) и 52-го тбап (Шайковка) на самолётах Ту-16;
- 201-я тбад (Энгельс) в составе 1096-го и 1230-го тбап на самолётах 3М (оба на аэродроме Энгельс);
- 326-я Тарнопольская тбад (Тарту) в составе 132-го тбап (Тарту), 402-го тбап (Болбасово) и 840-го тбап (Сольцы) на самолётах Ту-16;
- 290-й одрап (Зябровка) на самолётах Ту-22Р;
- 179-я оаэ (Шауляй) на самолётах М-4[6].

В 1961 г. в 8-й отбак, командиром которого стал Дважды Герой Советского Союза генерал-майор авиации А. И. Молодчий, входили:
- — 55-я тбад (Воздвиженка) в составе 303-го тбап (Завитинск) и 444-го тбап (Воздвиженка) на самолётах Ту-16;
- — 73-я тбад (Украинка) в составе 40-го тбап на самолётах М-4 и 79-го тбап на самолётах 3М (оба на аэродроме Украинка);
- — 79-я тбад (Семипалатинск) в составе 1023-го и 1226-го тбап на самолётах Ту-95К (оба на аэродроме Семипалатинск);
- — 1225-й и 1229-й тбап на самолётах Ту-16 (оба на аэродроме Белая) в непосредственном подчинении управлению корпуса (позднее — 31-я тбад);
- — 219-й одрап (Спасск-Дальний) на самолётах Ту-16.[7]

В 1980 году на базе этих корпусов были сформированы три воздушных армии Верховного Главнокомандования:
- 46-я воздушная Краснознамённая армия Верховного Главнокомандования стратегического назначения (Смоленск);
- 30-я воздушная армия Верховного Главнокомандования стратегического назначения (Иркутск);
- 24-я воздушная армия Верховного Главнокомандования оперативного назначения (Винница).

Командование Дальней авиации в 1980 году было переформировано в 37-ю воздушную армию Верховного Главнокомандования стратегического назначения с базированием штаба в Москве.
Командование Дальней авиации воссоздано 25 февраля 1988 года. В его состав вошли:
- 30-я воздушная армия Верховного Главнокомандования стратегического назначения (Иркутск);
- 37-я воздушная армия Верховного Главнокомандования стратегического назначения (Москва);
- 46-я воздушная Краснознамённая армия Верховного Главнокомандования стратегического назначения (Смоленск);
- 43-й центр боевого применения и переучивания лётного состава Дальней авиации (Рязань).

1 апреля 1998 года командование Дальней авиации было преобразовано в 37-ю воздушную армию Верховного Главнокомандования (стратегического назначения).
5 августа 2009 года 37-я воздушная армия Верховного Главнокомандования стратегического назначения была вновь переформирована в командование Дальней авиации.
В рамках исполнения гособоронзаказа, на Казанском авиационном заводе имени Горбунова с 2017 года проводится модернизация самолётов Ту-160 (Ту-160М) и Ту-214 для дальней авиации. Поставка первых модернизированных самолётов запланирована на 2021 год.

## Участие в операциях

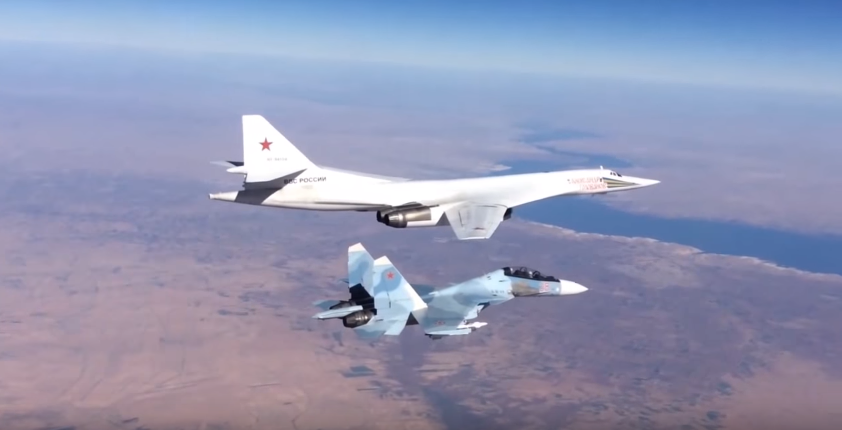
Ту-160 в сопровождении Су-30 выполняет боевую задачу в Сирии

- Военная операция России в Сирии — с 17 ноября 2015 года[9].

## Командование
Командующие
- Голованов, Александр Евгеньевич, главный маршал авиации (1942—1948)
- Жигарев Павел Фёдорович (1948—1948), генерал-полковник авиации
- Руденко, Сергей Игнатьевич, генерал-полковник авиации (1950—1953)
- Новиков Александр Александрович, главный маршал авиации (1953—1955)
- Судец, Владимир Александрович, маршал авиации (1955—1962)
- Агальцов, Филипп Александрович, маршал авиации (1962—1969)
- Решетников, Василий Васильевич генерал-полковник авиации (1969—1980)
- Горбунов Иван Владимирович, генерал-полковник авиации (1980—1985)
- Дейнекин, Пётр Степанович, генерал-лейтенант (1985—1990)
- Калугин, Игорь Михайлович, генерал-полковник (1990—1997)
- Опарин, Михаил Михайлович, генерал-лейтенант (1998—2002)
- Хворов, Игорь Иванович, генерал-лейтенант (2002—2007)
- Андросов, Павел Васильевич, генерал-майор (2007—2009)
- Жихарев, Анатолий Дмитриевич, генерал-лейтенант (2009—2016)
- Кобылаш Сергей Иванович, генерал-лейтенант (2016—2024)
- Кувалдин, Сергей Геннадьевич, генерал-майор (2024 — н. в.)

Начальники штаба
- Шевелёв, Марк Иванович, генерал-майор, с 1943 г. генерал-лейтенант (1942—1944)
- Перминов, Николай Власович, генерал-майор, с 1944 г. генерал-лейтенант (1944)
- Кроленко, Николай Иванович, генерал-лейтенант
- Феткулин Руслан Абзалович, генерал-майор (на 2022 год)

## Вооружение
На вооружении Дальней авиации находятся 129 стратегических бомбардировщиков-ракетоносцев Ту-95МС и Ту-160, а также дальних бомбардировщиков Ту-22М3:
- 58 самолётов Ту-95МС[10];
- 16 самолётов Ту-160[10];
- 58 самолётов Ту-22М3[10].

## Состав
- Штаб, в/ч 44402 (г. Москва)
- 63-й Митавский отдельный узел связи автоматизированных средств управления, в/ч 83069 (Смоленская обл., г. Смоленск, аэр. Смоленск-Северный).
- 22-я гвардейская тяжёлая бомбардировочная авиационная Донбасская Краснознамённая дивизия (Саратовская обл., г. Энгельс):
  - 121-й гвардейский тяжёлый бомбардировочный авиационный Севастопольский Краснознамённый полк в/ч 85927 (бывш. в/ч 06987) (Саратовская обл., г. Энгельс)
техника: 7 ед. Ту-160М (02 «Василий Решетников», 04 «Иван Ярыгин», 10 «Николай Кузнецов», 11 «Василий Сенько», 17 «Валерий Чкалов» 18 «Андрей Туполев», 9 «Валентин Близнюк»), 9 ед. Ту-160 (03 «Павел Таран», 05 «Александр Голованов», 06 «Илья Муромец», 07 «Александр Молодчий», 08 «Виталий Копылов», 12 «Александр Новиков», 14 «Игорь Сикорский», 15 «Владимир Судец», 16 «Алексей Плохов»)
  - 184-й тяжёлый бомбардировочный авиационный полк (Саратовская обл., г. Энгельс)
техника: 18 ед. Ту-95МС (10 «Саратов», 11 «Воркута», 12 «Москва», 14 «Воронеж», 15 «Калуга», 16 «Великий Новгород», 17, 18, 19 «Красноярск», 20 «Дубна», 21 «Самара», 22 «Козельск», 23, 24, 25, 27 «Изборск», 28 «Севастополь», 29 «Смоленск»)
  - 52-й гвардейский тяжёлый бомбардировочный авиационный полк (ТБАП), в/ч 33310 (Калужская обл., п. Шайковка, аэр. Шайковка). техника: 23 ед. Ту-22М3
 (01, 06, 12, 15, 16, 17, 21, 22, 24 «Михаил Шидловский», 25 «Юрий Денеко», 26, 28, 35, 36, 38, 41, 42, 43, 44, 45, 46, 48, 49 «Александр Березняк»)
    - авиационная комендатура 52-го гвардейского ТБАП, в/ч 33310-А (Новгородская обл.г. Сольцы, аэр. Сольцы)

  - 40-й смешанный авиационный полк (САП), в/ч 36097 (Мурманская обл, г. Оленегорск-8, п. Высокий, аэр. Оленья)
техника: 4 ед. Ан-12 (10, 11, 19, 26), 3 ед. Ми-26 (80, 81, 82), 6 ед. Ми-8MT (07, 17, 70, 77, …)
    - авиационная комендатура 40-го САП, в/ч 36097-А (Республика Коми, г. Воркута, аэр. Советский).
- 326-я тяжёлая бомбардировочная авиационная Тарнопольская ордена Кутузова дивизия (Амурская область, п. Серышево-2, с. Украинка):
  - 79-й тяжёлый бомбардировочный авиационный ордена Красной Звезды полк (ТБАП), в/ч 62266 (Амурская обл., п. Серышево-2, с. Украинка, аэр. Украинка)
техника: 14 ед. Ту-95МС (01 «Иркутск», 02 «Моздок», 03, 04, 06, 07, 10, 20, 21, 22, 26, 28, 41, 43)
  - 182-й гвардейский тяжёлый бомбардировочный авиационный Севастопольско-Берлинский Краснознамённый полк (ГТБАП), в/ч 75715 (Амурская обл., п. Серышево-2, с. Украинка, аэр. Украинка). техника: 16 ед. Ту-95МС (45, 47, 49 ,50, 51, 52, 53, 54, 55, 56, 57, 58, 59 «Благовещенск», 60, 61, 62)
    - авиационная комендатура 182-го ГТБАП, в/ч 75715-А (Чукотский АО, г. Анадырь, аэр. Угольный).

  - 200-й гвардейский тяжёлый бомбардировочный авиационный Брестский Краснознамённый ордена Суворова полк, в/ч 35020 (бывш. в/ч 62266-Б) (Иркутская обл., Усольский р-н, п. Средний, аэр. Белая). Техника: 15 ед. Ту-22М3 (01, 02, 21, 22, 25, 26, 27, 30, 31, 33, 34, 37, 46, 58, 67)
    - авиационная комендатура 200-го ГТБАП, в/ч 35020-А (Республика Саха — Якутия, Булунский улус, п. Тикси, аэр. Тикси): 1 ед. Ми-8AMTШ-ВА (17)
    - авиационная комендатура (о-в Котельный, Новосибирские о-ва, аэр. Темп).

  - 444-й тяжёлый бомбардировочный авиационный полк (Иркутская обл., Усольский р-н, п. Средний, аэр. Белая). Полк переведён из Воздвиженки.
Техника перенесена из Советская Гавань. техника: 14 ед. Ту-22М3 (03, 24, 37, 42, 43, 47, 48, 50, 51, 53, 54, 55, 56, 58)
  - 181-я отдельная смешанная авиационная эскадрилья (Иркутская обл., Усольский р-н, п. Средний, аэр. Белая)
техника: 2 ед. Ан-12, 3 ед. Ан-30 (30, 31, 33), 2 ед. Ан-26 (58, 59)
- 40-й смешанный авиационный полк, в/ч 36097 (аэродром Оленья);[11][12]
- 203-й отдельный гвардейский авиационный Орловский полк самолётов-заправщиков (г. Рязань, аэр. Дягилево)
техника: 12 ед. Ил-78М (30, 31, 32, 35, 36, 50, 51, 52, 80, 82, 83, 1 ед. Без борта), 6 ед. Ил-78 (33, 79, 81 , 86, 2 ед. Без борта)
- 43-й центр боевого применения и переучивания лётного состава (авиационного персонала дальней авиации), в/ч 41521 (г. Рязань, аэр. Дягилево)[13]:
  - Центральные офицерские курсы (г. Рязань, аэр. Дягилево)
  - 49-й инструкторский тяжёлый бомбардировочный авиационный Краснознамённый полк в/ч 52654 (г. Рязань, аэр. Дягилево)
техника: 6 ед. Ту-95МС(20 «Рязань», 22 «Челябинск», 23 …) , 6 ед. Ту-22М3 (33, 34, 35, …), 1 ед. Ил-78 (34), 1 ед. Ту-134AK, 2 ед. Ми-8МТ
  - 27-й смешанный авиационный полк, в/ч 77977 (г. Тамбов, аэр. Тамбов): 2 ед. Ан-12, 8 ед. Ан-26, 10 ед. Ту-134УБЛ (УБШ). На хранении находится около 25 Ту-134УБЛ.
- Музей Дальней авиации, в/ч 41521 (г. Рязань, аэр. Дягилево).

## Базирование
Командование (штаб) дальней авиации — город Москва. Соединения и части базируются на всей территории России.